# D'Arcy
La D'Arcy è stata una tra le più importanti agenzie pubblicitarie del mondo.

## Storia
È stata fondata nel 1906 a St. Louis da Cheever William D'Arcy (1873-1948) assieme ad altri sei collaboratori. Grazie al successo ottenuto negli affari la D'Arcy negli anni apre filiali anche ad Atlanta, Cleveland, New York, Los Angeles, Chicago, Toronto, e in Messico.
Nel 1971 si fonde con la MacManus John & Adams (erede della MacManus). A sua volta il nuovo gruppo si fonde l'anno successivo col network europeo della Masius Wynne-Williams (erede della Masius & Ferguson) dando vita alla D-MM. Nel 1985 questo gruppo si fonde nuovamente con un'altra storica agenzia pubblicitaria, la Benton & Bowles, e diventa uno dei più importanti network del mondo. Nel 1999 il gruppo recupera il nome originale D'Arcy, ma l'anno successivo viene assorbito dal gruppo Bcom3 (quest'ultimo confluirà poi, nel 2002, nel Publicis Groupe).

## L'invenzione di Babbo Natale

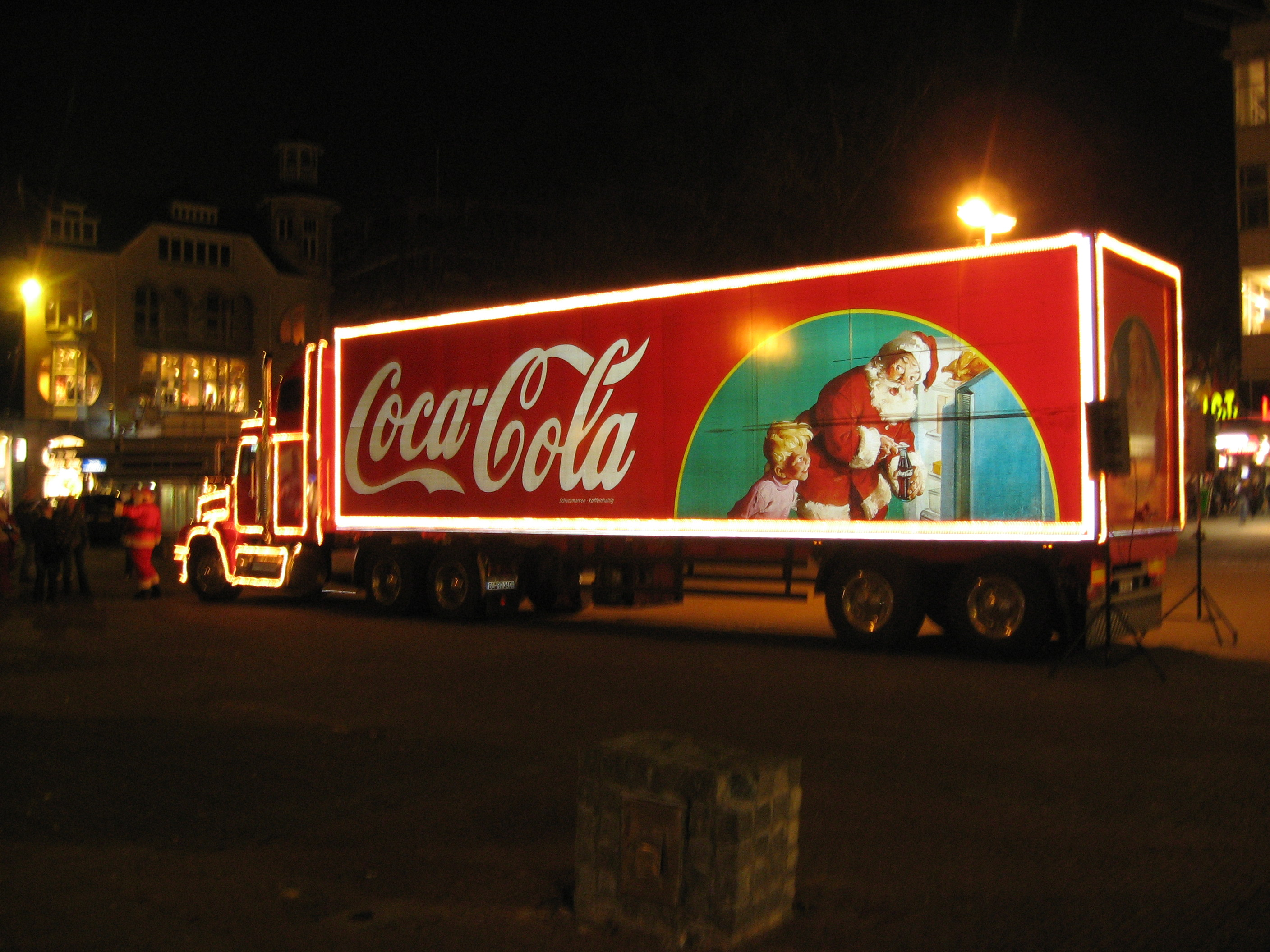
Un camion della Coca Cola col Babbo Natale di Haddon Sundblom.

La fortuna della D'Arcy è strettamente correlata con la storia della Coca Cola, suo principale cliente per quasi mezzo secolo (dal 1906 al 1954). In particolare alla D'Arcy si deve l'invenzione di Babbo Natale così come lo conosciamo oggi.
La figura di Santa Claus fu importata in America dal nord Europa nel Seicento, ma divenne popolare solo durante l'Ottocento. Non esisteva, tuttavia, una iconografia ufficiale su come doveva essere rappresentato questo personaggio. La D'Arcy ideò allora, per il Natale del 1931, la figura di un anziano signore, gioviale e bonario, rigorosamente vestito con i colori istituzionali della bevanda gassata di Atlanta: rosso e bianco. Per dare le fattezze umane a questa nuovo testimonial della pubblicità fu chiamato l'illustratore Haddon Sundblom. Fu mantenuto invece lo slogan che già da un paio d'anni accompagnava la Coca Cola («La pausa che rinfresca»).
A partire dal Natale del 1931 e fino al Natale del 1964 Sundblom disegnò il suo Santa Claus in quasi tutte le maniere possibili, introducendolo ogni volta con slogan creati ad hoc.
Babbo Natale fece ritorno in Europa sotto queste nuove spoglie alla fine della Seconda guerra mondiale, e da quel momento in poi si diffuse in quarantaquattro paesi.